# Nybro

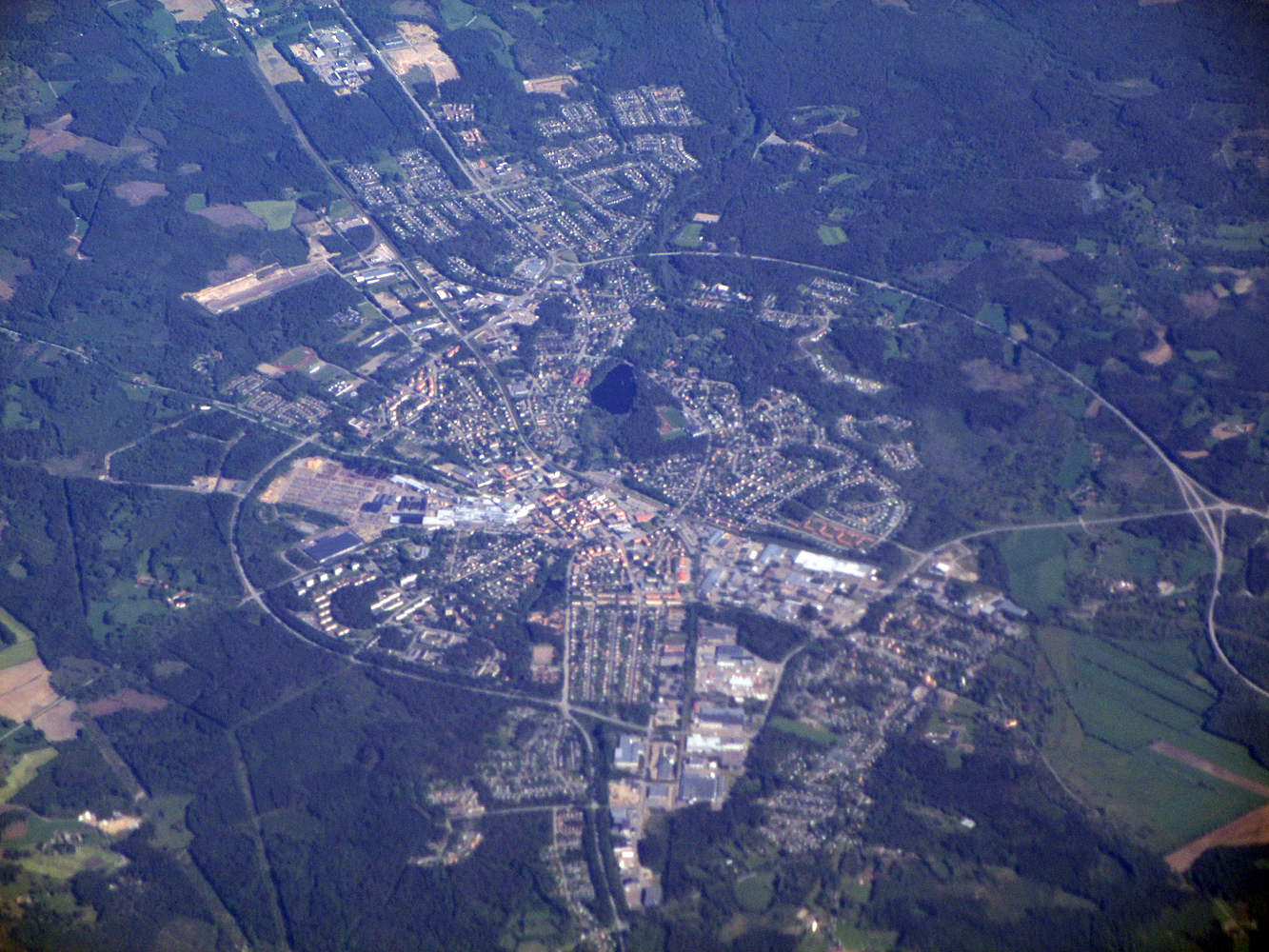
Luftaufnahme von Nybro

Nybro ist eine Industriestadt in der schwedischen Provinz Kalmar län und der historischen Provinz Småland.
Die Stadt liegt etwa 28 Kilometer westlich von Kalmar und ist Hauptort der gleichnamigen Gemeinde. Größter Arbeitgeber des Ortes ist das Holzfußboden-Unternehmen Gustaf Kähr AB.
Nybro liegt mitten im Glasreich. In der Stadt befinden sich die beiden Glashütten Nybro und Pukeberg.

## Sport
- Nybro Vikings IF, Eishockeyklub in der HockeyAllsvenskan
- Nybro IF, Fußballverein (ehemaliger Zweitligist)

## Sehenswürdigkeiten
- Heimatmuseum Madesjö

## Söhne und Töchter der Stadt
- Lala Sjöqvist (1903–1964), Wasserspringerin
- Runer Jonsson (1916–2006), Schriftsteller und Journalist
- Lars-Erik Rosell (1944–2005), Komponist
- Ingela Olsson (* 1958), Theater- und Filmschauspielerin
- Peter Abelsson (* 1977), Fußballspieler